# Zakawie
Zakawie – dawna kolonia wchodząca w skład Strzemieszyc Małych, położona pomiędzy Strzemieszycami a Sławkowem, tworząca osadę złożoną z ulicy Zakawie w Dąbrowie Górniczej, na północ od drogi krajowej nr 94. Oddalone o 11,7 km od centrum miasta, 4,4 km od Sławkowa. Nazwa oznacza osadę położoną za miejscowością Kawa. Zakawie jest osadą historyczną, przysiółkiem Strzemieszyc Małych, oddalonym o 3 km od centrum dzielnicy. Nie jest wyodrębnione w jej strukturze jako jednostka pomocnicza niższego rzędu. Tworzy jednak ciągle zwarty i odizolowany ciąg zabudowy obejmujący ulicę o tej samej nazwie. Powstało w latach 20. XIX wieku jako osada górnicza, w związku z rozwojem kopalni galmanu „Leonidas” (w bliskim sąsiedztwie działały również kopalnie galmanu „Anna” i „Kawia Góra”). Działalność górnicza na terenie obecnego Zakawia sięga jednak dużo odleglejszych czasów. Wydobywano tu kruszec przynajmniej w XVI wieku. Przy drodze między kopalniami „Kawia Góra” i „Leonidas” wybudowano w Zakawiu kapliczkę pod wezwaniem św. Antoniego (1851). W związku z likwidacją w drugiej połowie XIX w. miejscowych kopalń galmanu ludność znajdowała zatrudnienie w zakładach przemysłowych sąsiednich miejscowości oraz zajmowała się rolnictwem. Przynależność administracyjna i parafialna tożsama z przynależnością całych Strzemieszyc Małych (parafia Matki Boskiej Szkaplerznej w Strzemieszycach Małych). Od kilku lat przy kapliczce św. Antoniego odprawiane są przez proboszcza parafii w Strzemieszycach Małych msze święte. Wchodząc w skład gminy olkusko-siewierskiej osada znajdowała się w latach 1867–1914 bezpośrednio na granicy guberni piotrkowskiej i kieleckiej; w latach 1945–1975 na granicy między województwem śląskim (później katowickim) i krakowskim. Według Słownika geograficznego Królestwa Polskiego z 1895 (t. XIV) Zakawie liczyło 23 domostwa i 257 mieszkańców. W osadzie zachowało się do dzisiaj kilka drewnianych budynków, stanowiących typowy przykład przedwojennej zagłębiowskiej architektury wiejskiej.
Od strony północnej do osady przylega bezpośrednio terminal stacji kolejowej Dąbrowa Górnicza Towarowa. W latach 70. XX w. pomiędzy jej bocznicami a osadą istniały hotele robotnicze Przedsiębiorstwa Robót Kolejowych (PRK) nr 9 z Krakowa. Zabudowania te w latach osiemdziesiątych mieściły jednostkę wojskową. Obecnie po większości z nich pozostały jedynie fundamenty. Przez Zakawie przepływa rzeka Rakówka. Zaczęła ona tutaj płynąć w latach 70. XX wieku, w związku ze zmianą stosunków wodnych wywołaną budową Huty Katowice. Początkowo źródło rzeki znajdowało się na wschód od ulicy, w miejscu okresowo wysychającego źródełka i oczka wodnego, stanowiących pozostałość po płuczce galmanu pod nazwą „Bobrek”. Okolice tego źródła znajdują się obecnie pod ochroną jako użytek ekologiczny „Źródliska w Zakawiu”, obejmujący obszar 1,69 ha. Źródło znajduje się u podnóża wzgórza Gieraska (340 m n.p.m.), na wysokości 302 m n.p.m. Wypływa z niego woda wapniowo-magnezowa. Obok cennych biocenoz źródliskowych na terenie „Źródlisk w Zakawiu” zachowały się fragmenty muraw kserotermicznych i łąk trzęślicowych z udziałem rzadkich chronionych gatunków roślin. Spośród występujących gatunków kręgowców aż 31 znajduje się pod ochroną gatunkową. 
Komunikacja
Komunikacja autobusowa obsługiwana jest przez linię 984 Zarządu Transportu Metropolitalnego.
| Numer linii | Trasa podstawowa                                                                  |
| ----------- | --------------------------------------------------------------------------------- |
| 984         | Mydlice Pętla - Centrum - Reden - Strzemieszyce - Strzemieszyce Zakawie Kapliczka |

Do 9 listopada 2022r. linię obsługiwał: PKM Sosnowiec a od 10 listopada 2022r. linię obsługuje: Konsorcjum (PKS Gostynin, PKS Tarnobrzeg) do chwili obecnej.
Ulica objęta II. standardem zimowego utrzymania dróg.
Najbliższa osobowa stacja kolejowa to oddalona o 2,7 km Dąbrowa Górnicza Wschodnia.
Galeria obrazów

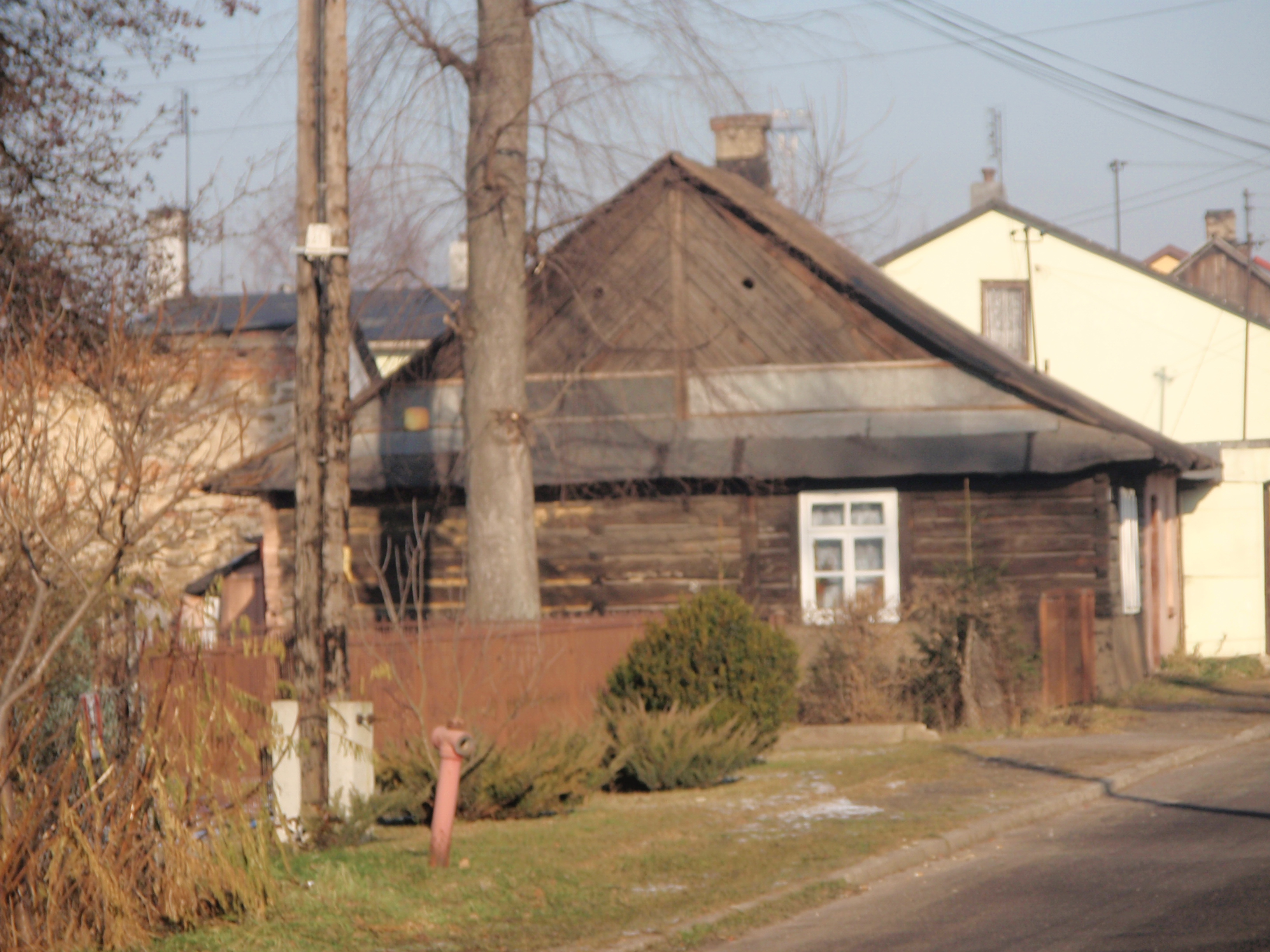
Zabytkowy dom
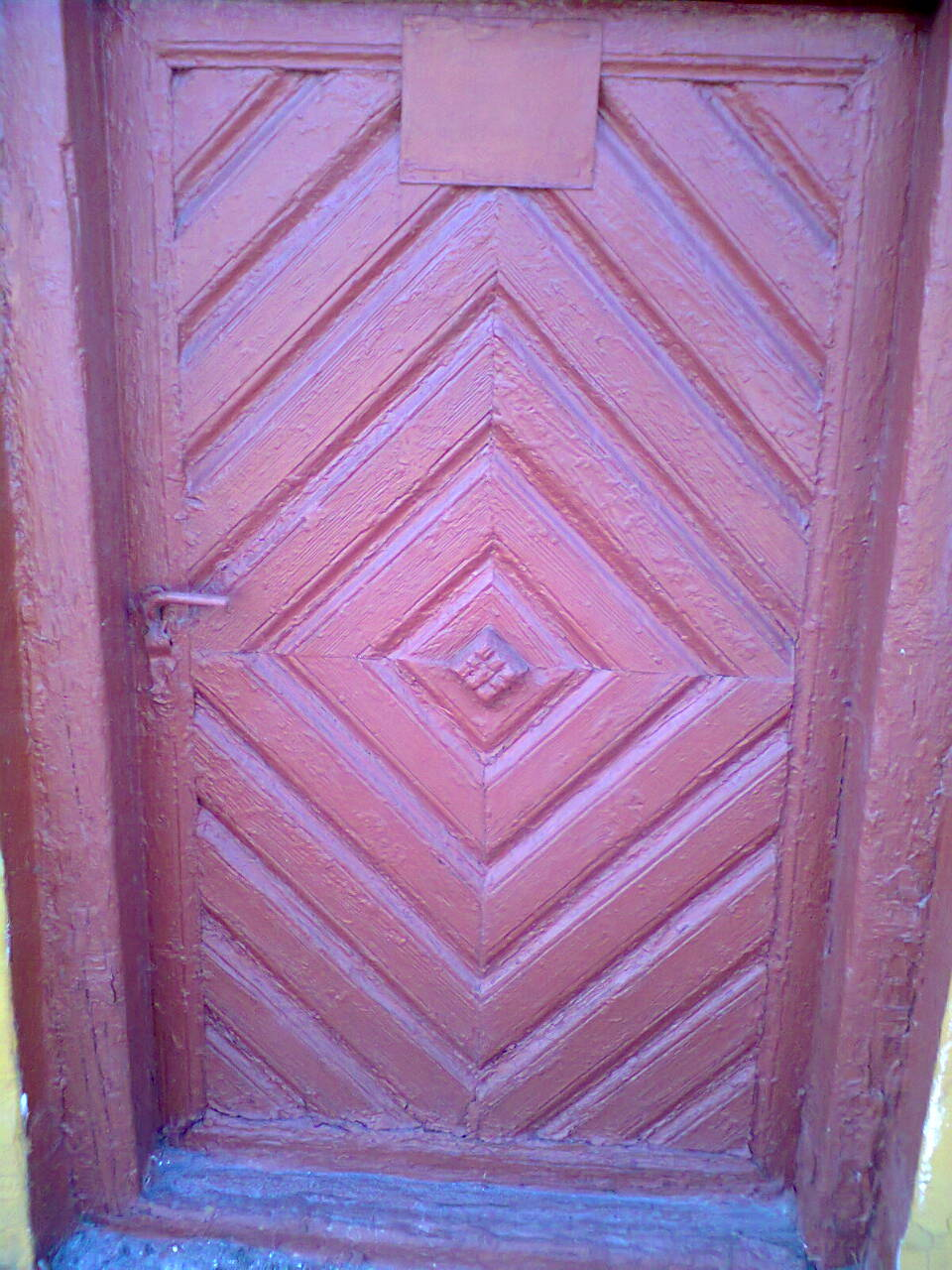
Drzwi domu przy ul. Zakawie 5
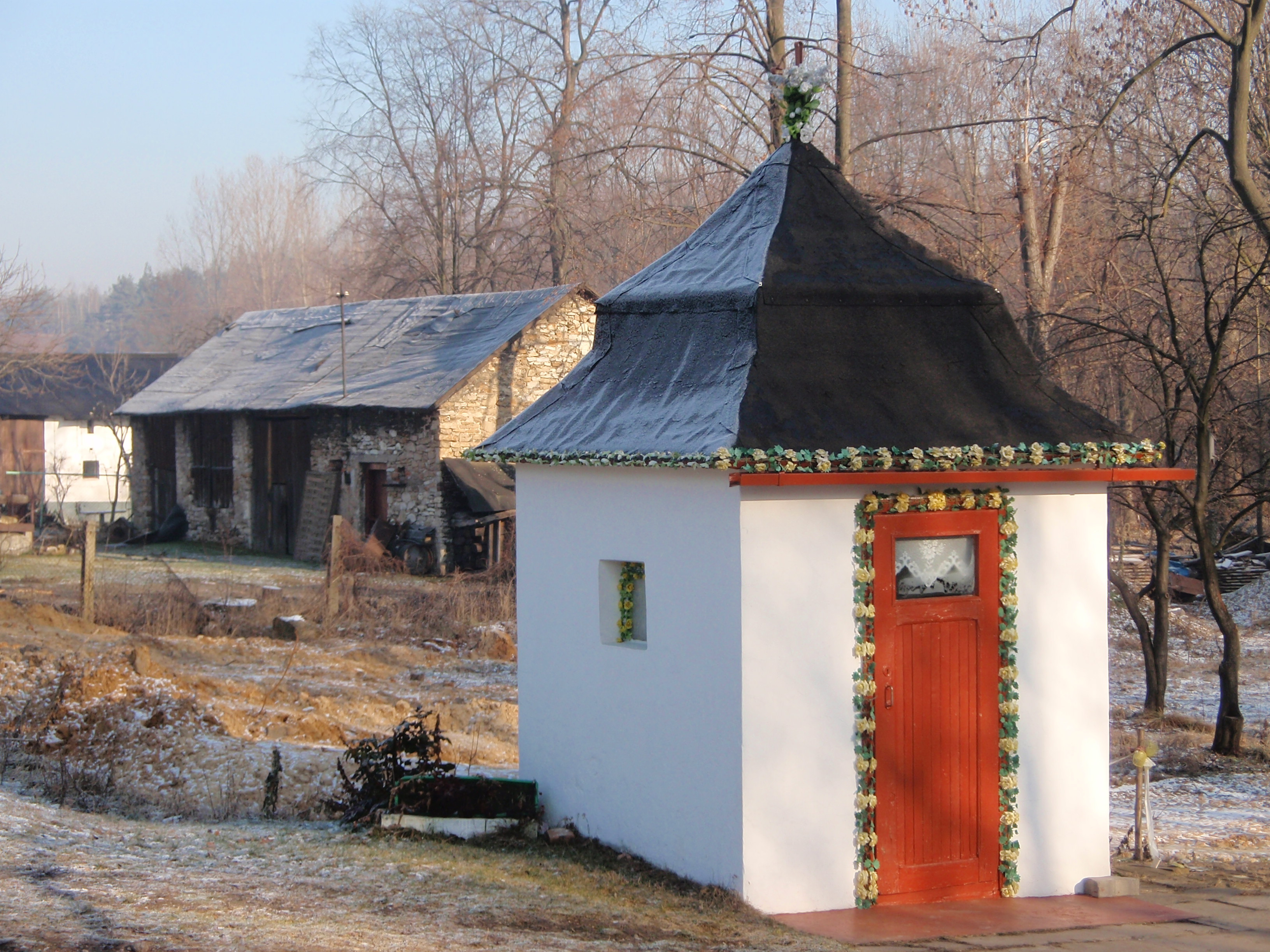
Kapliczka św. Antoniego
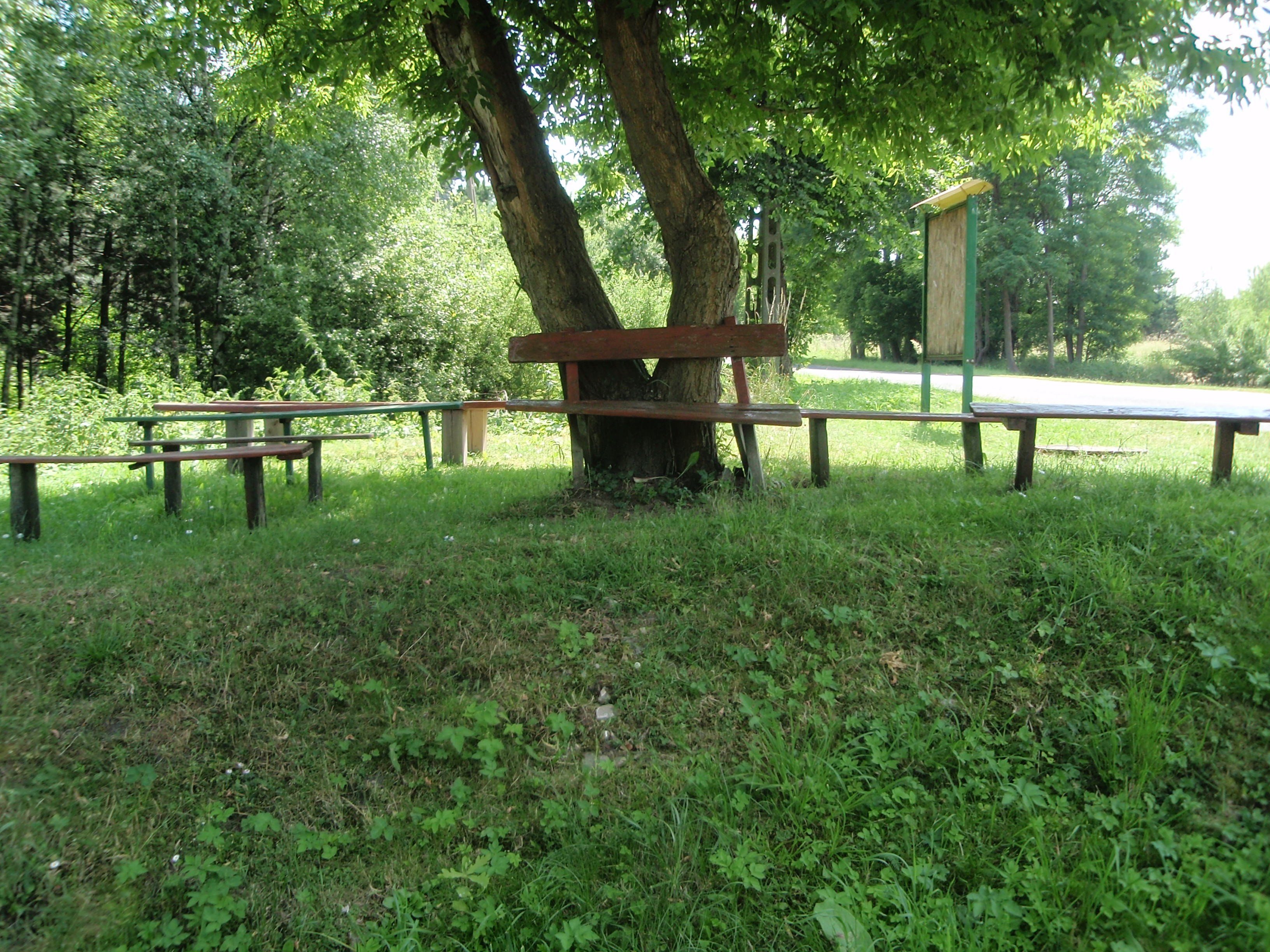
Ławeczki przy kapliczce św. Antoniego
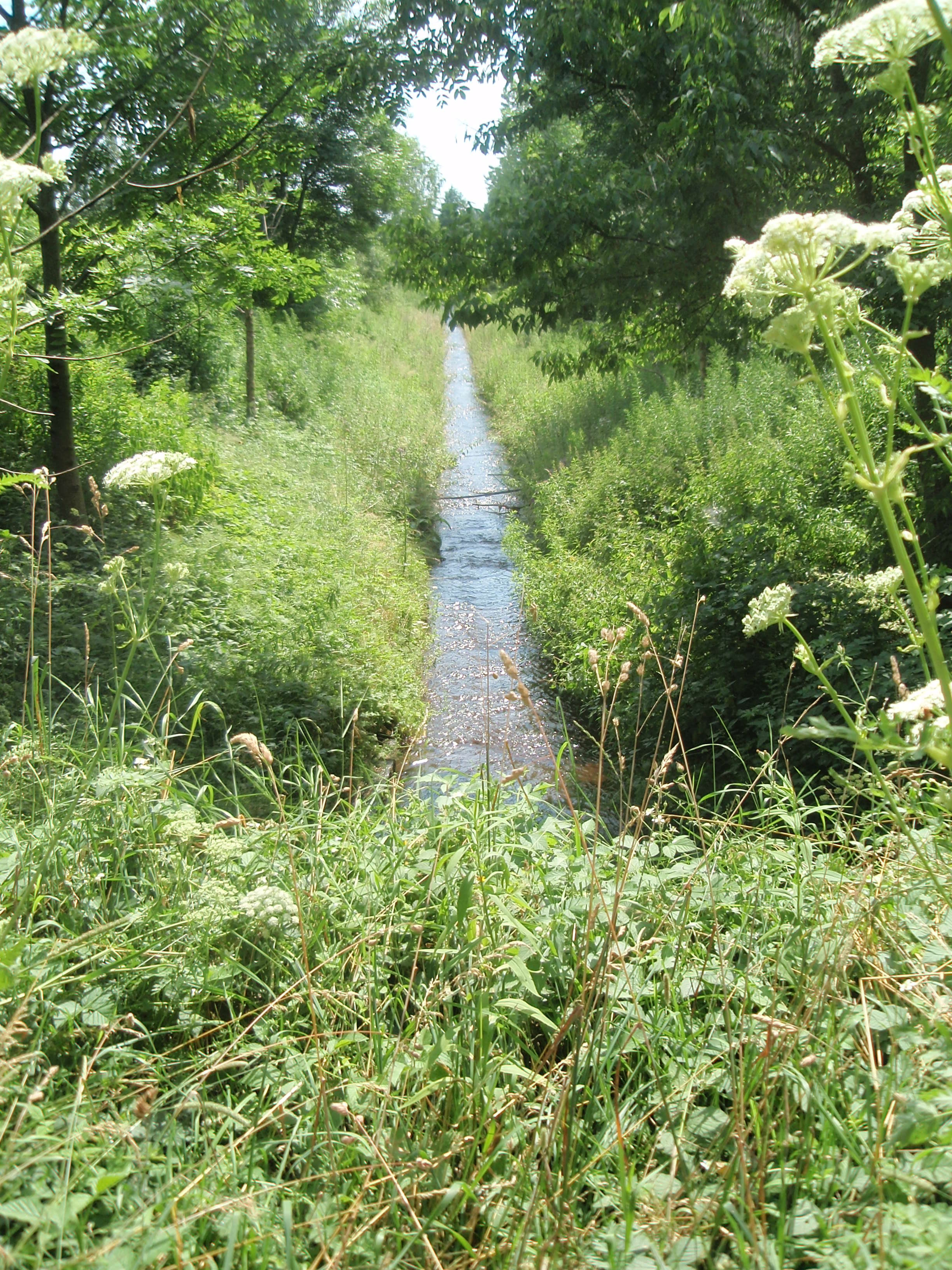
Rzeka Rakówka płynąca w kierunku drogi krajowej nr 94
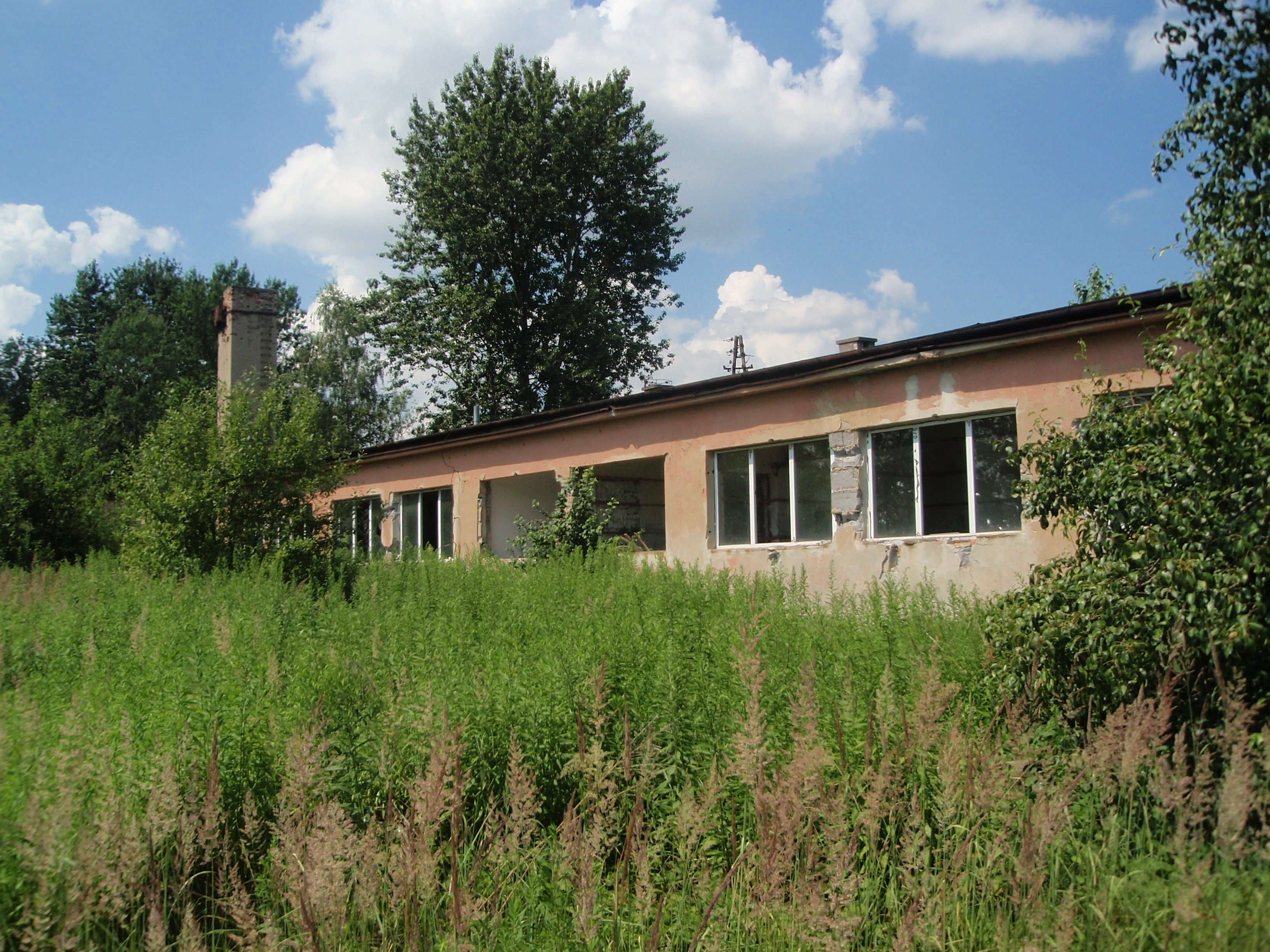
Opustoszały budynek w kompleksie dawnych hoteli robotniczych
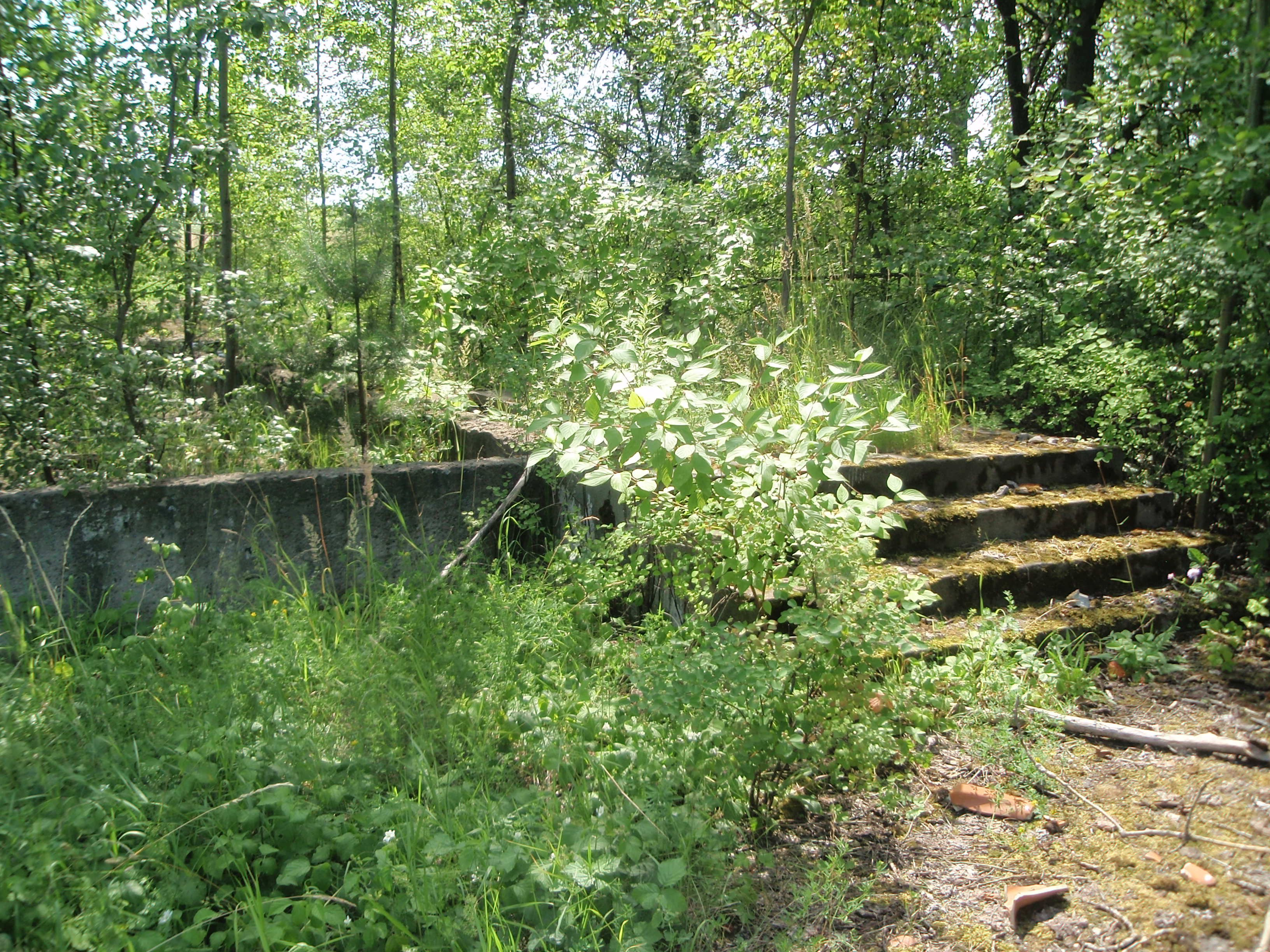
Fundamenty po dawnym budynku hotelowym
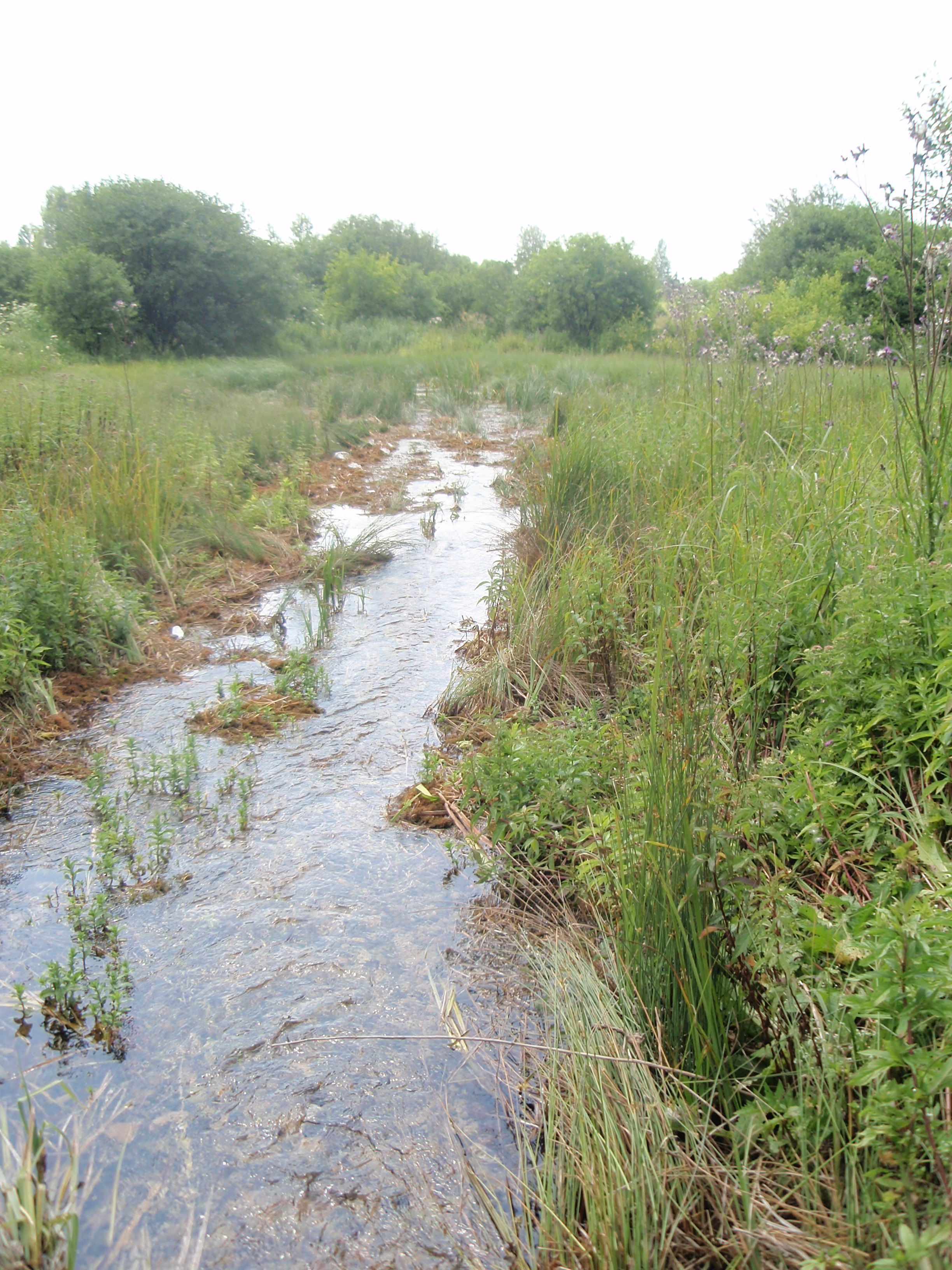
Użytek ekologiczny „Źródliska w Zakawiu”
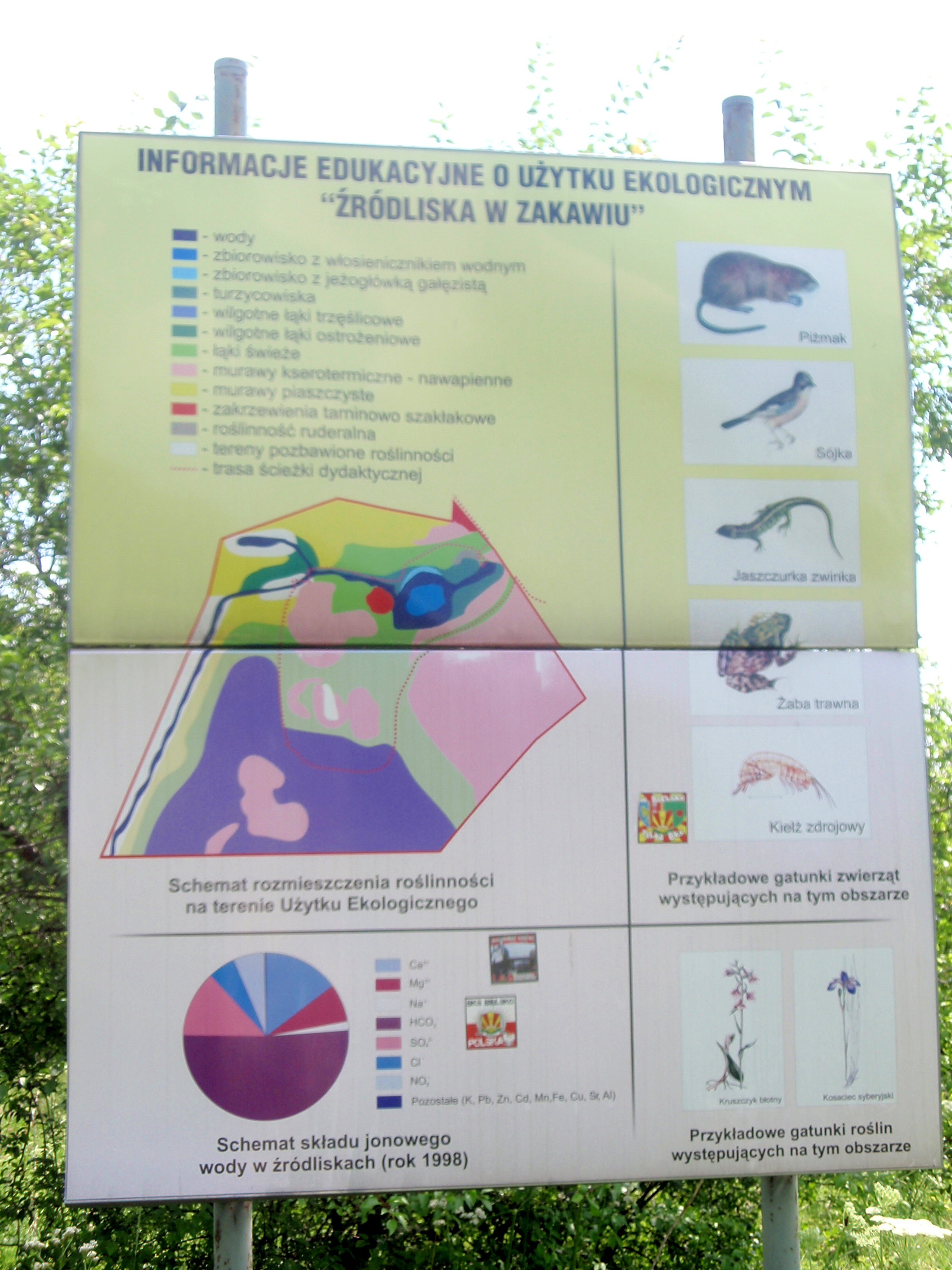
Tablica informacyjna użytku ekologicznego „Źródliska w Zakawiu”